# Ralf Schwob

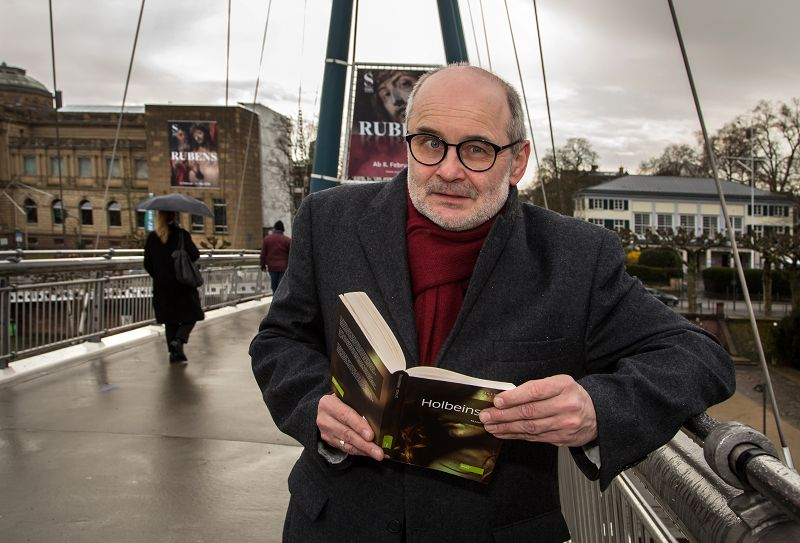
Ralf Schwob

Ralf Schwob (* 1966 in Groß-Gerau) ist ein deutscher Schriftsteller.
Er studierte Germanistik in Mainz, war danach in verschiedenen Berufen tätig, u. a. als Lektor und Redakteur. Veröffentlichung literarischer Arbeiten in Anthologien und Zeitschriften seit Mitte der 1990er Jahre. 2003 erschien sein erster Roman Geschlossene Station im Wiesenburg Verlag.
1999 Literaturförderpreis der Stadt Mainz, 2002 und 2004 in der Endrunde um den Georg-K. Glaser-Förderpreis beim SWR, 2003 Erster Preis beim Literaturwettbewerb der Gemeinde Stockstadt. 2005 Literaturförderpreis des Hamburger Lions-Club. 2008 Auszeichnung mit dem Kunstpreis 2007 von Lotto Rheinland-Pfalz. Nordhessischer Literaturpreis 2014.
Ralf Schwob ist Mitglied im VS Hessen und lebt in Groß-Gerau. Er ist verheiratet und hat eine Tochter.

## Werke
Eigenständige literarische Veröffentlichungen
• Erste Schritte, letzte Wege. Erzählungen 1999–2018. Justus Liebig Verlag. Darmstadt 2020.
• Tod im Gleisdreieck. Rhein-Main-Krimi. Mainbook Verlag. Frankfurt am main 2020, ISBN 978-3-947612-58-1.
- Holbeinsteg. Frankfurt Krimi. Frankfurt am Main: Societäts Verlag 2017

- Last Exit Goetheturm.Rhein-Main-Krimi. Frankfurt am Main: Societäts Verlag 2015
- Problem Child. Rhein-Main-Roman. Frankfurt am Main: Societäts Verlag 2013

- Büchners letzter Sommer. Ein Ried-Roman. o. O.: Ariel-Verlag 2011
- Der stillste Tag im Jahr. Erzählung. Schweinfurt: Wiesenburg-Verlag 2010
- Tage wie Nächte. Erzählungen. Schweinfurt: Wiesenburg-Verlag 2006
- Geschlossene Station. Roman. Schweinfurt: Wiesenburg-Verlag 2003.

Literarische Veröffentlichungen und Essays in Anthologien / Sammelwerken (Auswahl)
- Freischwimmer. In: Liebe und Herzschmerz. Crossover der Gefühle. Hrsg. von Georg Lindt und Susanne Halbleib. Frankfurt/M.: S. Fischer Verlag 2006.
- Nick. In: Plötzlich sah die Welt ganz anders aus. Schlüsselerlebnisse. Hrsg. von Dr. Ronald Henss. Saarbrücken: Henss Verlag 2005. S. 84–92.
- Und Rahn schoss...In: Mythos Bern. Beiträge zum Lotto-Kunstpreis 2004. Sonderdruck. Hrsg. von Lotto RLP 2004. S. 164–170.
- Fernmündlich. In: In naher Ferne. Hrsg. von Sigfrid Gauch u. a. Frankfurt am Main: Verlag Brandes&Apsel 2003 (= Jahrbuch für Literatur 10). S. 206–211.
- Am abgedrängten Strom. Elisabeth Langgässers Seelenlandschaft im Ried. In: Erlebnis Kühkopf-Knoblochsaue. Hrsg. Von Gerold B. Hübel. Riedstadt: Forum Verlag 2003. S. 53–56.
- Der Dom zu Köln. In: Bunte Träume. Siegerbeiträge des Literaturwettbewerbs zur 7. Buchmesse im Ried. Hrsg. Von der Gemeinde Stockstadt. Riedstadt: Forum Verlag 2003. S. 23–28.
- Felix. In: Vor Augen. Hrsg. von Sigfrid Gauch, Verena Mahlow und Eva Zang. Frankfurt am Main: Verlag Brandes&Apsel 2002 (= Jahrbuch für Literatur 9). S. 104–110.
- Freischwimmer. In: Land in Sicht. Siegerbeiträge des Literaturwettbewerbs zur 6. Buchmesse im Ried. Hrsg. von der Gemeinde Stockstadt. Riedstadt: Forum Verlag 2002. S. 73–77.
- Freischwimmer. In: Love, Love, Love. Liebe auf den ersten Blick – Internetgeschichten. Hrsg. von Hanna Pfäfflin und Sylvia Spatz. Frankfurt am Main: S. Fischer Taschenbuch Verlag 2001. S. 20–26.
- Goethes letzte Fahrt. In: Vogelfrei. Siegerbeiträge des Literaturwettbewerbs zur 5. Buchmesse im Ried. Hrsg. von der Gemeinde Stockstadt. Riedstadt: Forum Verlag 2001. S. 21–33.
- Emmi. In: Ein neues Jahrtausend. Siegerbeiträge zur 6. Buchmesse im Ried. Hrsg. von der Gemeinde Stockstadt. Riedstadt: Forum Verlag 2000. S. 55–68.
- Die Jugend meines Vaters. In: Meine Zeit. Siegerbeiträge des Literaturwettbewerbs zur 3. Buchmesse im Ried. Hrsg. von der Gemeinde Stockstadt. Riedstadt: Forum Verlag 1999. S. 29–44.
- Abschiedserwachen. In: Unendliche Sehnsucht nach Dir. Hrsg. von Heike Laufenburg und Gregor C. Schell. Willebadessen: Zwiebelzwerg Verlag 1998. S. 26–40.
- Der Holocaust. In: Stadt, Stätte, Denk-mal. Hrsg. von Waltraud Weiß. Köln: wort & mensch-Verlag 1997. S. 147–148.
- Herr B. aus G. In: Menschen im Ried. Siegerbeiträge des Literaturwettbewerbs zur 1. Buchmesse im Ried. Hrsg. von der Gemeinde Stockstadt. Riedstadt: Forum Verlag 1997. S. 19–22.